# 김범주 (기자)
김범주(1975년 12월 19일 ~ )은 대한민국의 기자, 앵커이다.

## 경력
- 2000년 SBS 기자
- 2006년 SBS 사회부 기자
- 2007년 SBS 정치부 기자
- 2008년 SBS 경제부 기자
- 2011년 SBS 경제부 차장
- 2020년 SBS 사회부 차장
- 2021년 SBS 경제부 경제정책팀장
- 2023년 SBS 뉴욕 특파원

## 학력
- 93학번 고려대학교 서어서문학과

## 출연작
- 2011년 4월 25일 ~ 2011년 7월 1일 : 《수도권 뉴스현장》
- 2016년 12월 19일 ~ 2018년 6월 29일 : 평일 《모닝와이드 1, 2부》
- 2018년 7월 7일 ~ 2020년 11월 1일 (주말) : 《SBS 8 뉴스》